# Verhalen van Zorro
Verhalen van Zorro (originele titel Tales of Zorro) is een bloemlezing uit 2008 over de fictieve held Zorro. Het boek is de eerste in een geplande reeks verzamelbundels van korte verhalen over Zorro, verzameld en gebundeld door schrijver Richard Dean Starr. Het boek is uitgegeven door Moonstone Books.

## Achtergrond
De verhalen in Verhalen van Zorro bevatten elementen van zowel de originele Zorro bedacht door Johnston McCulley in The Curse of Capistrano als andere versies van het personage, zoals die uit de film The Mask of Zorro, Walt Disneys Zorro, de Zorro-serie uit 1990, Isabel Allendes roman Zorro: A Novel.
De verhalen komen van verschillende schrijvers. Sommige schrijvers, zoals Peter David, laten enkele historische figuren optreden in hun verhalen, terwijl andere verhalen meer een bovennatuurlijke kijk op Zorro hanteren of vanuit een onconventioneel standpunt worden verteld. 
Het boek bevat ook een verhaal van Jan Adkins, auteur van Young Zorro: The Iron Brand.  
Naast verhalen bevat het boek ook drie essays, waaronder een introductie door Guy Williams, Jr. (bekend als Zorro uit de Disney-serie), een voorwoord van Sandra Curtis (vicepresident van Zorro Productions, Inc.) en een nawoord van Isabel Allende.

## Schrijver
In volgorde van bijdrage:
- Guy Williams, Jr. met  Matthew Baugh: "Introductie"
- Sandra Curtis: "Forward"
- Jeff Mariotte: "Mission Gold"
- Robin Wayne Bailey: "The Return of Don Ramon"
- Robert Greenberger: "Flood of Tears"
- Peter David: "Colors Seen by Candlelight"
- Greg Cox: "The Weeping Woman"
- Nancy Holder: "Zorro in the Valley of the Shadow"
- Tim Lasiuta en CJ Henderson: "The Fox and the Tiger"
- Elizabeth Massie: "Corazon de Oro"
- Richard Dean Starr: "Winds of Change"
- Jan Adkins: "The Feathered Cape"
- Mike Bullock en Matthew Baugh: "Enemy of My Enemy"
- Jean Schanberger: "More Than Meets Z Eye"
- Andy Mangels en Michael A. Martin: "Stolen Heart"
- A. C. Crispin en Kathleen O'Malley: "Tornado Warning"
- Loren D. Estleman: "El Pajaro"
- Edward Gorman, Robert Morrish and Terence Butler: "The False Face"
- Max Allan Collins (in samenwerking met Richard Dean Starr): "Zorro and the Fate Worse Than Death"
- Isabel Allende: "nawoord"